# Slesia di Cieszyn

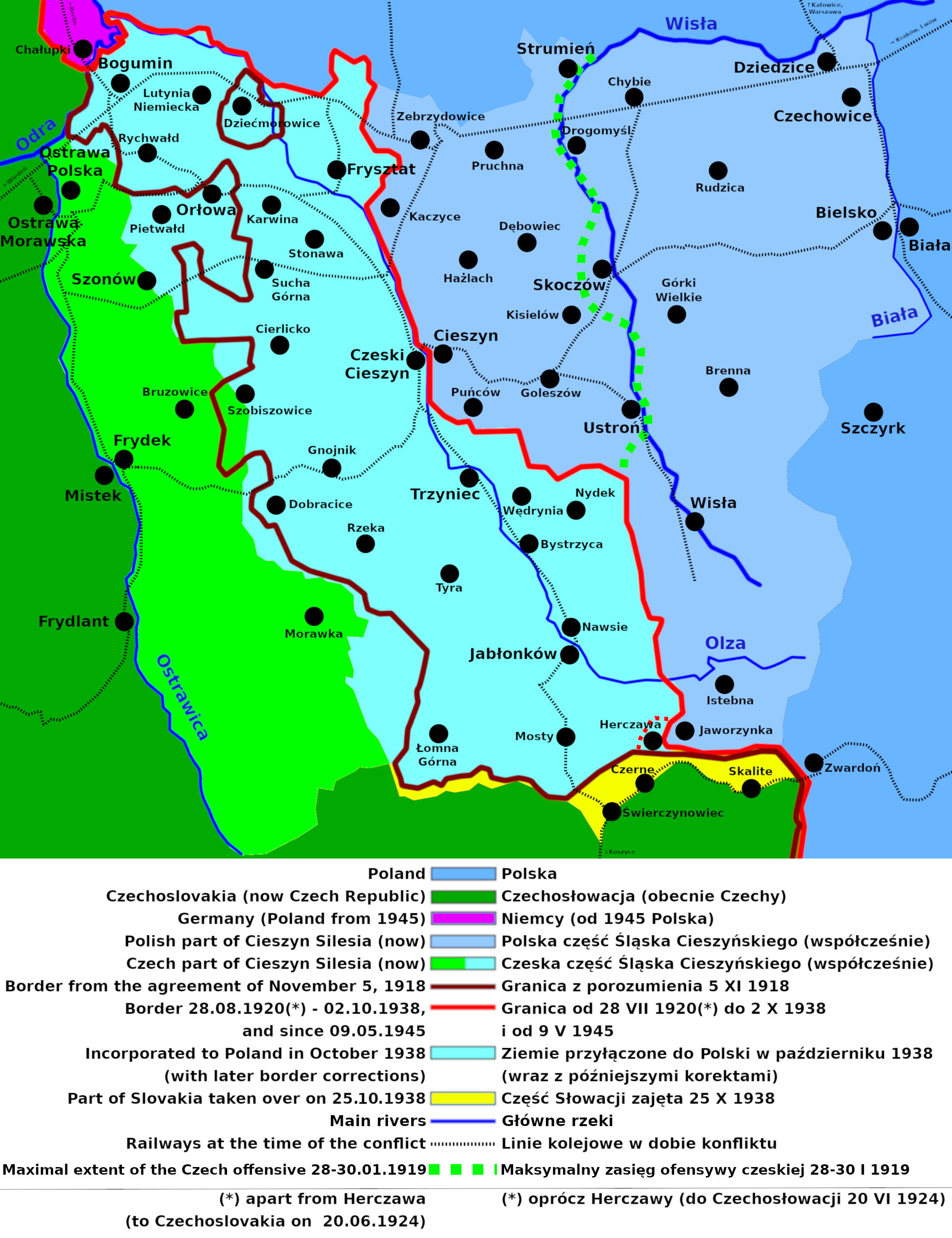
Cartina della Slesia di Cieszyn e dei confini storici tra Polonia e Cecoslovacchia tra il 1918 e il 1945.

La Slesia di Cieszyn, detta anche Slesia di Těšín o Slesia di Teschen (polacco: Śląsk Cieszyński, ceco: Těšínské Slezsko o Těšínsko, tedesco: Teschener Schlesien) è una regione storica della Slesia sud-orientale, incentrata intorno alle città di Cieszyn e Český Těšín e divisa dal fiume Olza. Dal 1920 è suddivisa tra la Polonia e la Cecoslovacchia, dal 1993 Repubblica Ceca. Copre un'area di circa 2280 km² e conta circa 810.000 abitanti.
I confini storici della regione sono identici a quelli dell'allora indipendente Ducato di Cieszyn; attualmente, gran parte della Slesia di Ciezsyn costituisce l'euroregione della Slesia.

## Geografia antropica

### Suddivisioni amministrative
Dal punto di vista amministrativo, la parte polacca della Slesia di Cieszyn ricade nel Voivodato della Slesia, e comprende il Distretto di Cieszyn, la parte occidentale del Distretto di Bielsko-Biała e la parte occidentale della città di Bielsko-Biała.
La parte ceca è compresa nella Regione di Moravia-Slesia, e comprende il Distretto di Karviná, la parte orientale del Distretto di Frýdek-Místek, e le parti orientali del Distretto di Ostrava e della città stessa di Ostrava.

## Storia

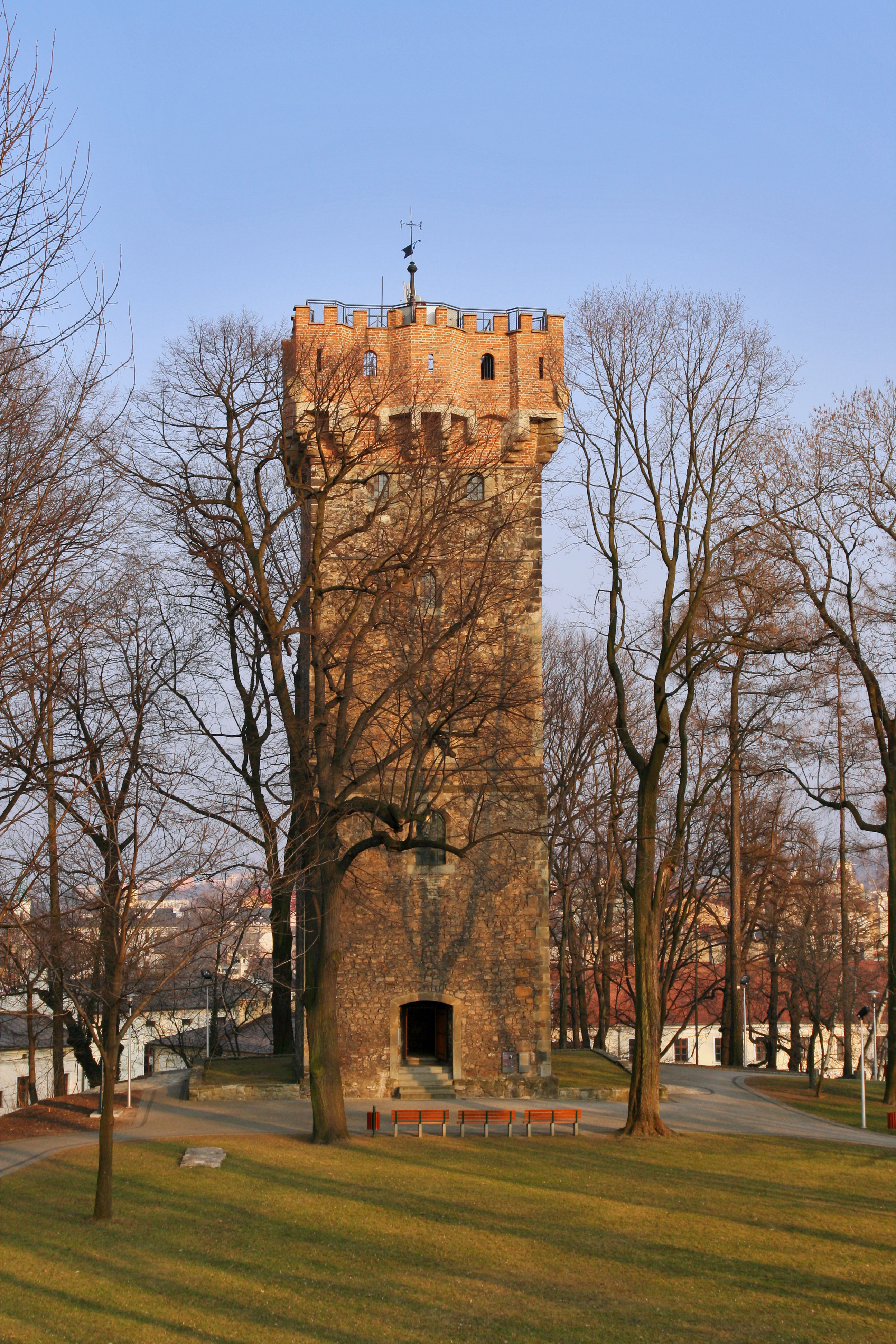
Torre dei Piast a Cieszyn

La Slesia di Cieszyn ricopre l'area dell'ex Ducato di Cieszyn, esistito tra il 1290 e il 1918. Dal 1290 al 1653 fu governato dal ramo locale della dinastia Piast. Nel 1327 Casimiro I, duca di Cieszyn, giurò fedeltà al re di Boemia Giovanni I, e il ducato divenne un feudo autonomo del Regno di Boemia, ed in seguito della Corona di Boemia. Il dominio dei Piast continuò fino al 1653, con la morte dell'ultima discendente della dinastia, Elżbieta Lukrecja, duchessa di Cieszyn, dopo la quale le terre ricaddero direttamente sotto il Re di Boemia, al tempo appartenente alla dinastia Asburgo. Dal 1722 i duchi di Teschen provennero dalla dinastia dei Duchi di Lorena, dal 1767 al 1822 dalla Casata di Wettin e dal 1822 al 1918 dalla famiglia Asburgo-Lorena.
La Slesia di Cieszyn fu unita come entità uniforme dal punto di vista storico, geopolitico, socioculturale ed economico durante l'interno periodo del dominio asburgico. Si distingue dal resto della Slesia in quanto dopo la prima guerra di Slesia, tra l'Impero austriaco e la Prussia, essa rimase parte dell'austria, mentre gran parte della Slesia cadde in mano prussiana.
Al termine della prima guerra mondiale, i due stati neonati della Polonia e della Cecoslovacchia rivendicarono l'area. La Cecoslovacchia la rivoleva per motivi etnici e storici, ma specialmente economici. La regione era infatti importante per i cechi, dato che la ferrovia che connetteva la Slesia ceca con la Slovacchia (la Ferrovia Košice-Bohumín, che era una delle due linee ferroviarie che collegavano le province ceche con la Slovacchia all'epoca) attraversava la regione. L'area occidentale della Slesia di Cieszyn è inoltre ricca di carbone; molte importanti miniere di carbone e fabbriche metallurgiche si trovano infatti nella regione. I polacchi, invece, rivendicavano il territorio sulla base di criteri etnici: la maggioranza della popolazione dell'area era polacca, secondo l'ultimo censimento austriaco del 1910.
Furono creati due consigli locali di autogoverno, uno polacco e uno ceco. Inizialmente, entrambi i consigli nazionali vollero ottenere l'intera Slesia di Cieszyn: il comitato polacco Rada Narodowa Księstwa Cieszyńskiego, nella sua dichiarazione "Ludu śląski!" del 30 ottobre 1918, e il ceco Národní výbor pro Slezsko nella sua dichiarazione del 1º novembre 1918. Il 31 ottobre 1918, al termine della prima guerra mondiale e con la dissoluzione dell'Impero austro-ungarico, gran parte dell'area fu posta sotto controllo delle autorità locali polacche. L'accordo ad interim del 2 novembre 1918 rifletté l'impossibilità dei due consigli nazionali di convenire per una determinazione dei confini, ed il 5 novembre 1918 l'area fu suddivisa tra Polonia e Cecoslovacchia con un altro accordo temporaneo. Nel 1919 i consigli furono assorbiti dai nuovi governi centrali indipendenti di Praga e Varsavia.
I primi non era soddisfatti della situazione, e il 23 gennaio 1919 invasero la regione mentre entrambe le parti erano impegnate in conflitti di dimensione maggiore in altre zone: la Polonia nella guerra contro la Repubblica Nazionale dell'Ucraina Occidentale e la Cecoslovacchia nella guerra combattuta contro la Repubblica sovietica ungherese e a fianco dellaSlovacchia. L'impeto per l'invasione ceca del 1919 fu l'organizzazione da parte della Polonia delle elezioni del 1919 per il Sejm (il Parlamento della Polonia) all'interno dell'area disputata. Le elezioni si dovevano tenere in tutta la Slesia di Cieszyn, e i cechi obiettarono che le elezioni non si sarebbero dovute svolgere nell'area contesa, dato che la delimitazione delle aree era solo provvisoria e nessun dominio avrebbe dovuto essere esercitato in nessuna delle parti della Slesia di Cieszyn. La richiesta ceca fu rigettata dai polacchi e, a seguito di ciò, i cechi decisero di risolvere la questione con la forza. Le unità ceche, guidate dal colonnello Josef Šnejdárek e le unità polacche, comandate dal generale Franciszek Latinik, si scontrarono dopo l'avanzata ceca presso Skoczów, dove si tenne una battaglia tra il 28 ed il 30 gennaio. Il combattimento non ebbe conseguenze, e prima che le forze ceche potessero riprendere l'attacco sulla città, furono invitate dalla Triplice intesa a fermare le operazioni. Il cessate il fuoco fu firmato il 3 febbraio.
In questo clima teso, si decise di tenere un plebiscito all'interno dell'area, chiedendo alla popolazione a quale nazione il territorio avrebbe dovuto essere annesso. I commissari del plebiscito arrivarono alla fine di gennaio del 1920, e dopo aver analizzato la situazione, dichiararono lo stato di emergenza nel territorio il 19 maggio 1920. La situazione rimane molto tesa: intimidazioni, atti di terrorismo, violenze e omicidi colpirono l'area. Il plebiscito non poteva tenersi in un'atmosfera così tesa, pertanto il 10 luglio entrambe le parti rinunciarono all'idea del plebiscito e incaricarono la Conferenza di Spa della decisione. Alla fine, il 58,1% dell'area della Slesia di Cieszyn, contenente il 67,9% della popolazione, fu unita alla Cecoslovacchia il 28 luglio 1920, per decisione della Conferenza. Questa decisione divide una regione storicamente unita, lasciando una considerevole minoranza polacca all'interno della Cecoslovacchia, e nella pratica creò Zaolzie, la parte orientale della parte ceca della Slesia di Cieszyn. Zaolzie letteralmente significa "la terra oltre il fiume Olza" (guardando dalla Polonia). La divisione del 1920 ebbe un impatto immediato sulla vita della regione: molte famiglie furono divise dal nuovo confine; diversi comuni furono divisi tra i due stati, come Cieszyn (PL) / Český Těšín (CS), Leszna Górna (PL) / Horní Líštná (CS), e Marklowice Górne (PL) / Dolní Marklovice (CS), per citarne solo alcuni.
Il 1º ottobre 1938 Zaolzie fu annessa alla Polonia a seguito della Conferenza di Monaco. Il 1º settembre 1939 Zaolzie fu annessa alla Germania nazista dopo l'invasione della Polonia; durante la seconda guerra mondiale, la Slesia di Cieszyn fu parte della Germania. Dopo la guerra, i suoi confini tornarono a quelli del 1920. La Polonia firmò un trattato con la Cecoslovacchia a Varsavia il 13 giugno 1958, confermando i confini esistenti al 1º gennaio 1938. La parte ceca della Slesiadi Cieszyn continuò ad essere parte della Cecoslovacchia fino alla dissoluzione di quest'ultima nel 1993. Da allora fa parte della Repubblica Ceca.

## Geografia

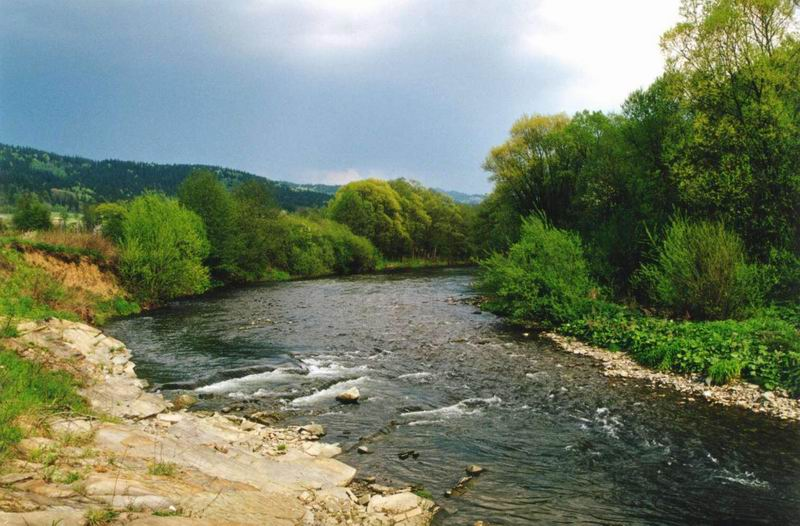
Il fiume Olza a Hrádek (Gródek)

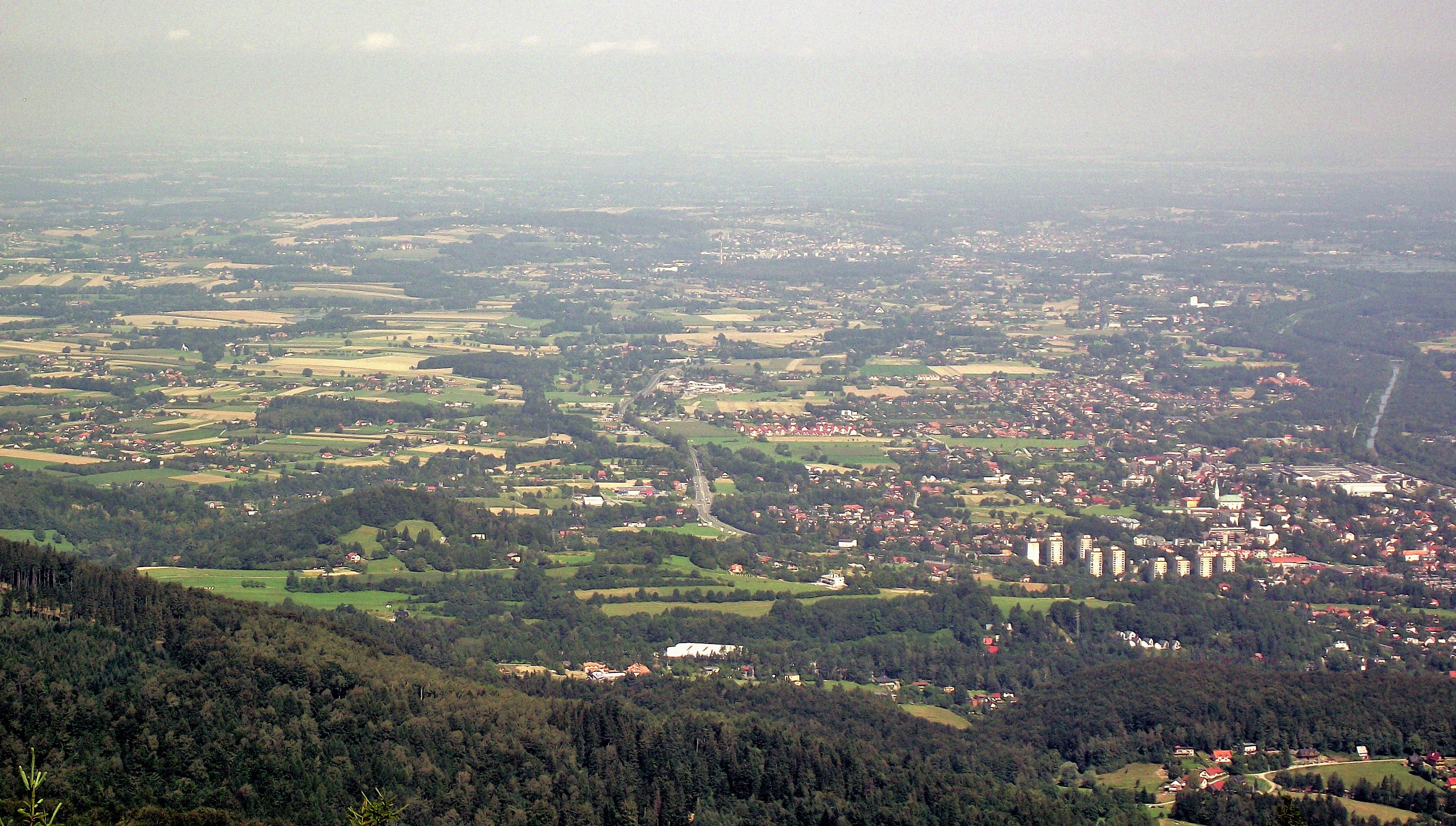
Il paesaggio della Slesia di Cieszyn visto dal monte Czantoria

La regione è separata dal resto della Slesia (e dall'Alta Slesia in particolare) dal fiume Vistola (a partire da Strumień) e dalla regione della Piccola Polonia dal fiume Biała e dal monte Barania Góra, la cima più alta della parte polacca della regione, a 1.220 metri s.l.m. La maggiore cima della regione è Lysá hora (1.324 metri), nella parte ceca. La regione confina anche con la Slovacchia, lungo la catena montuosa del Polom e il passo Jablunkov presso Mosty u Jablunkova, e con la Moravia ceca lungo i fiumi Ostravice e Oder. Geograficamente, l'area della Slesia di Cieszyn è suddivisa in:
- Colline della Slesia (Pogórze Śląskie)
- Beschidi Slesiani (Beskid Śląski, Slezské Beskydy), ad eccezione dell'area di Szczyrk
- Beschidi Moravo-Slesiani (parte orientale; Moravskoslezské Beskydy, Beskid Morawsko-Śląski)
- Porta Morava (parte settentrionale; Moravská brána)
- Valle di Oświęcim (parte occidentale; Kotlina oświęcimska)

Tra le maggiori città vi sono Cieszyn e Bielsko (nella parte occidentale di Bielsko-Biała), oltre a Czechowice-Dziedzice, Skoczów, Strumień, Ustroń e Wisła. La parte ceca della regione include la parte orientale di Ostrava (detta Slezská Ostrava), Karviná (e in passato Fryštát, oggi diventato quartiere di Karviná), Frýdek (nella parte orientale di Frýdek-Místek), Bohumín, Český Těšín, Havířov, Jablunkov e Třinec.
Alcuni autori sostengono che la Slesia di Cieszyn sia parte dell'Alta Slesia, mentre altri pensano che le due regioni siano distinte.

## Cultura, lingua e religione

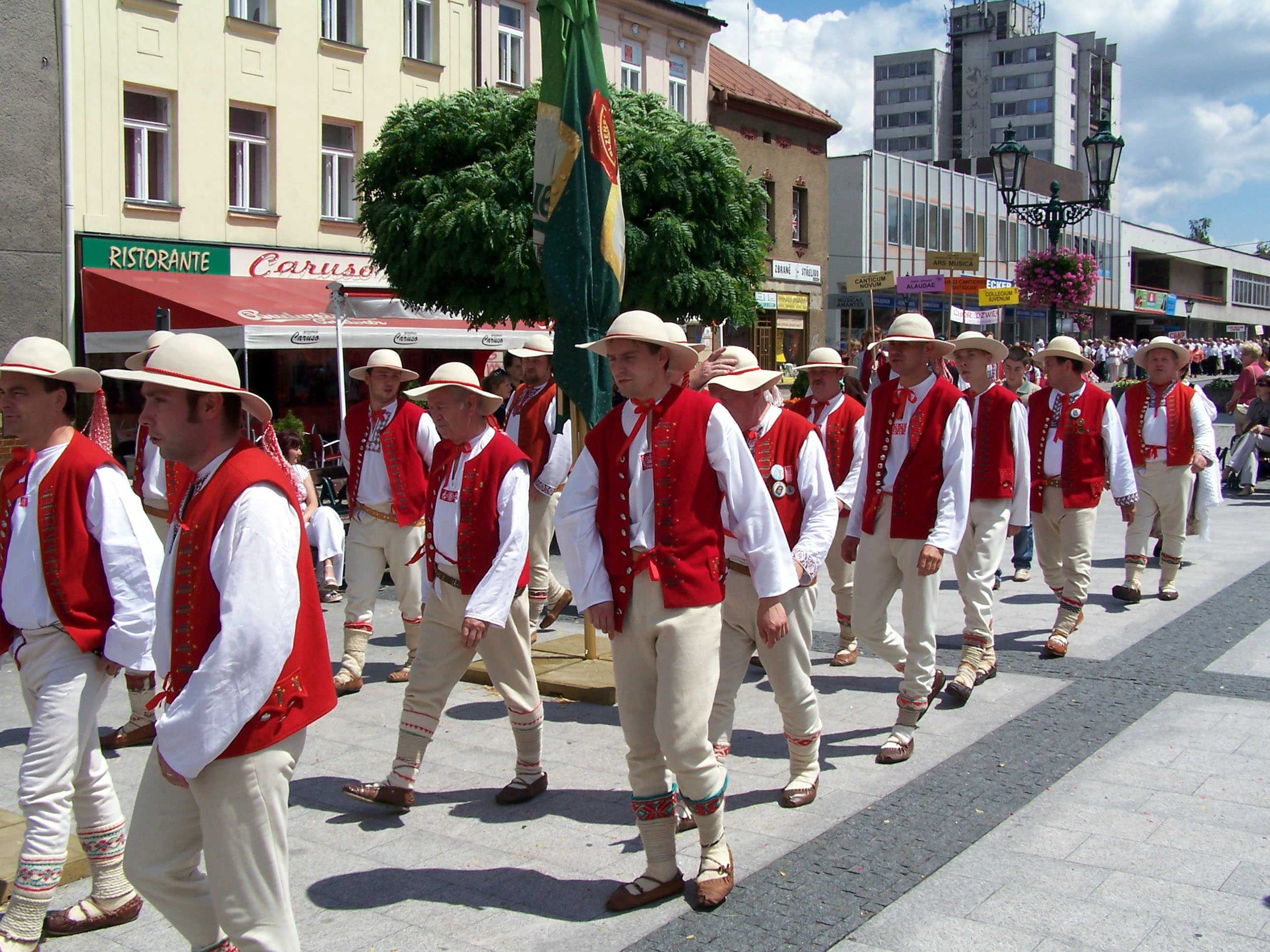
Coro maschile di Gorol a Jablunkov (Jabłonków)

La Slesia di Cieszyn divenne un'entità uniformata dal punto di vista storico, geopolitico, socioculturale ed economico sotto il dominio asburgico. Questo consolidamento aiutò a costituire un'identità locale distinta basata sulla lingua, sulla religione e sul pluralismo etnico, e la distinzione dalle altre parti della Slesia.
La regione era abitata da diversi gruppi etnici. I più numerosi erano i polacchi, i cechi (principalmente nella parte occidentale della regione), i tedeschi e gli ebrei. La parte settentrionale, fortemente industrializzata e urbanizzata, è più densamente popolata di quella meridionale, che è maggiormente montagnosa. La densità di popolazione della Slesia di Cieszyn è di circa 360 abitati per km². La parte meridionale montagnosa della regione è la terra dei Gorals, la popolazione indigena del luogo. Essi hanno una propria cultura distinta dal resto dell'area, che ha influenzato la cultura di tutta la regione.
La Slesia di Cieszyn è nota per il suo pluralismo religioso; le religioni più diffuse sono il cattolicesimo e il luteranesimo. La regione si distingue in diverse parti, dato che il protestantesimo ha avuto influenze sull'intera area. Alcuni dei comuni a maggioranza protestante comprendono quelli vicini a Dzięgielów e Wisła, l'unica città della Polonia con maggioranza protestante. L'influenza protestante è riflessa nel detto regionale "Dzierży sie twardo jak lutersko wiara kole Cieszyna." (È forte come la fede luterana a Cieszyn.) Diverse città, ad esempio Cieszyn e Fryštát, nel passato ebbero una grande comunità ebraica, ma gli ebrei locali sono stati quasi completamente annientati dai nazisti durante la seconda guerra mondiale. Oggi sono presenti molte altre religioni meno diffuse, come i Testimoni di Geova e la Chiesa pentecostale, il cui movimento all'interno della Polonia si è originato nella Slesia di Cieszyn.
La Slesia di Cieszyn si distingue anche per i dialetti; il dialetto slesiano di Cieszyn si distingue dalla lingua slesiana parlato in Alta Slesia. Esso è un dialetto distinto con pesanti influenze polacche; le influenze ceche e tedesche sono anche molto pronunciate. Gli abitanti della Slesia di Cieszyn sentono una forte identità regionale (slesiana) — i locali dicono infatti di essere stela, cioè "di qui" — ma la grande maggioranza si dichiara essere di nazionalità ceca o polacca nei rispettivi censimenti nazionali. Differente è il caso dell'Alta Slesia, dove esistono ancora forti tendenze autonomiste.
Gli abitanti del luogo ricordano con fervore l'età asburgica. Il periodo di Maria Teresa e Francesco Giuseppe I d'Austria è vista con nostalgia come epoca di giustizia, sviluppo, ordine e pace. Ciò era infatti radicato nell'attitudine liberale e pluralistica verso i gruppi etnici e nazionali, tipica dell'impero asburgico, a differenza di altri imperi del tempo, come la Prussia e l'Impero russo. Ancora nel 2006 vi erano ritratti dei governatori asburgici sulle mura della sala delle assemblee del consiglio comunale di Cieszyn.